# Conny Torstensson
Jan Conny Torstensson, född 28 augusti 1949 i Lofta församling i Sverige, är en svensk före detta fotbollsspelare.
Torstensson började sin karriär i Gamleby IF och spelade sedan för Åtvidabergs FF i början av 1970-talet där han bland annat vann två SM-guld. Han spelade i mitten av 1970-talet för tyska Bayern München, där han vann Europacupen (nuvarande Champions League) tre år i rad. Han spelade sedan en säsong i FC Zürich i Schweiz innan han vände hem till Sverige och Åtvidaberg igen.

## Klubblagskarriär

### Tidig karriär
Torstensson började sin fotbollskarriär i Gamleby IF utanför Västervik. När han var 17 år debuterade han för klubbens A-lag i Division III och 1968 värvades han av Åtvidabergs FF.

### Åtvidabergs FF
När Torstensson skrev på för Åtvidaberg hade klubben precis gått upp i Allsvenskan. Under de följande åren var han en del av laget som definierade klubbens gyllene era och vann de enda titlarna i dess historia. 1970 och 1971 vann han med Åtvidaberg Svenska cupen och 1972 och 1973 vann man även SM-guld.
I den första omgången av Europacupen i fotboll 1973/1974 ställdes Åtvidaberg mot tyska Bayern München, med stjärnor som Franz Beckenbauer och Gerd Müller i laget var Bayern topp tippade att ta hem pokalen. Väl i München förlorade Åtvidaberg med 1–3. Åtvidaberg gjorde sedan en makalös vändning och spelade 3–1 mot Bayern hemma på Kopparvallen. Man åkte dessvärre ur cupen efter att man förlorat på straffar. Torstensson gjorde Åtvidabergs enda mål i München och två av lagets mål i returen vilket ledde till att Bayerns tränare och ledning fick upp ögonen för honom. På hösten samma år värvade Bayern honom för en summa på cirka 3 miljoner kronor.

### Bayern München
Fram till 1977 spelade han i 81 Bundesliga-matcher för Bayern och gjorde 11 mål. Han imponerade mest i Europacupmatcher (nuvarande Champions League), där han gjorde flera viktiga mål och vann turneringen tre gånger i rad mellan 1974 och 1976. Han missade större delar av säsongen 1976 på grund av skada. Sammanlagt gjorde han 10 mål på 21 Europacupmatcher. Han vann även Interkontinentala cupen 1976 då Bayern slog Cruzeiro EC inför 123 715 åskådare på Mineirão i Brasilien.

### Slutet av karriären
1977 flyttade Torstensson till FC Zürich i Schweiz och återvände ett år senare till Åtvidabergs FF, där han avslutade sin karriär 1980.

## Statistik

### Landslagsstatistik
| Landslag | År     | Matcher | Mål |
| -------- | ------ | ------- | --- |
| Sverige  | 1972   | 1       | 0   |
| Sverige  | 1973   | 10      | 1   |
| Sverige  | 1974   | 9       | 2   |
| Sverige  | 1975   | 4       | 1   |
| Sverige  | 1976   | 6       | 3   |
| Sverige  | 1977   | 5       | 0   |
| Sverige  | 1978   | 4       | 0   |
| Sverige  | 1979   | 1       | 0   |
| Totalt   | Totalt | 40      | 7   |

| Nr | Datum             | Plats                                            | Motståndare | Mål | Resultat | Tävling                              | Ref.  |
| -- | ----------------- | ------------------------------------------------ | ----------- | --- | -------- | ------------------------------------ | ----- |
| 1  | 29 augusti 1973   | Helsinki Olympic Stadium, Helsingfors, Finland   | Finland     | 1–1 | 2–1      | 1972–77 Nordic Football Championship | [ 3 ] |
| 2  | 3 juni 1974       | Parken, Köpenhamn, Danmark                       | Danmark     | 2–0 | 2–0      | 1972–77 Nordic Football Championship | [ 4 ] |
| 3  | 3 juli 1974       | Rheinstadion, Düsseldorf, Tyskland               | Jugoslavien | 2–1 | 2–1      | VM 1974                              | [ 5 ] |
| 4  | 3 september 1975  | Windsor Park, Belfast, Nordirland                | Nordirland  | 2–1 | 2–1      | EM-kval 1976                         | [ 6 ] |
| 5  | 1 juni 1976       | Helsingfors Olympiastadion, Helsingfors, Finland | Finland     | 1–0 | 2–0      | 1972–77 Nordic Football Championship | [ 7 ] |
| 6  | 8 september 1976  | Råsunda Stadion, Solna, Sverige                  | Ungern      | 1–1 | 1–1      | Vänskapsmatch                        | [ 8 ] |
| 7  | 22 september 1976 | Ullevaal Stadium, Oslo, Norge                    | Norge       | 1–2 | 2–3      | 1972–77 Nordic Football Championship | [ 9 ] |

## Meriter
| Lagmeriter              | Lagmeriter     | Lagmeriter                |
| Bayern München          | Bayern München | Bayern München            |
| ----------------------- | -------------- | ------------------------- |
| Bundesliga              | (1)            | 1973/74                   |
| Champions League        | (3)            | 1973/74, 1974/75, 1975/76 |
| Interkontinentala cupen | (4)            | 1976                      |
| Åtvidabergs FF          |                |                           |
| Allsvenskan             | (2)            | 1972, 1973                |
| Svenska cupen           | (2)            | 1969/70, 1970/71          |
| Individuella meriter    |                |                           |
| Stor grabb              |                | 1973                      |
| SvFF Hall of Fame       |                | 2020                      |

## Privatliv
Conny Torstensson arbetade som sportchef för Västervik Speedway eftersläpning från juli 2007 till december 2009.